# Tisserin à menton noir
Ploceus nigrimentus
Espèce
Synonymes
- Ploceus nigrimentum

Statut de conservation UICN

 LC  : Préoccupation mineure
Le Tisserin à menton noir (Ploceus nigrimentus) est une espèce de passereaux de la famille des Ploceidae. Il mesure environ 14 cm de long.

## Répartition
On le trouve sur le plateau Bailundu à l'ouest de l'Angola, sur le plateau Batéké en République du Congo et dans l'est du Gabon.

## Conservation
L'espèce est en préoccupation mineure.